# Championnat de France féminin de rugby à XV 2023-2024
 (juillet 2024).
Navigation
Élite 1 2022-2023 Élite 1 2024-2025
Le championnat de France féminin de rugby à XV 2023-2024 ou Élite 1 2023-2024 est la cinquante-troisième édition du championnat de France féminin de rugby à XV. Elle oppose les douze meilleures équipes féminines françaises de rugby à XV.
La saison se déroule en deux temps :
- une phase qualificative avec deux poules de 6 équipes,
- une phase de play-down, et une phase finale qui débute par des quarts.

Les deux dernières équipes de la phase  de play-down sont reléguées en deuxième division. Un barrage d'accession oppose le troisième au champion de deuxième division.
Le format implique une réduction de l'Élite 1 à dix équipes en 2024-2025.

## Participants
Pour la saison 2023-2024, l'Élite 1 est constituée :
- des onze clubs du championnat Élite 1 2022-2023 non relégués,
- du champion de France d'Élite 2 2022-2023, le Stade français Paris.

| \| Blagnac Bobigny Bordeaux Grenoble Villeneuve-d'Ascq Lons Lyon Montpellier Paris Romagnat Rennes Toulouse \| Localisation des clubs (2023-2024). |
| Blagnac Bobigny Bordeaux Grenoble Villeneuve-d'Ascq Lons Lyon Montpellier Paris Romagnat Rennes Toulouse                                           |

| Club                               | Dernière montée | Classement en 2022-2023 | Entraîneur                   | Stade                                        | Capacité théorique |
| ---------------------------------- | --------------- | ----------------------- | ---------------------------- | -------------------------------------------- | ------------------ |
| Blagnac rugby féminin              | 2009            | 1re (poule 2)           | Nicolas Tranier              | Stade Ernest-Argelès                         | 4 000              |
| AC Bobigny 93 rugby                | 2012            | 4e (poule 2)            |                              | Stade Henri-Wallon                           | 1 000              |
| Stade bordelais                    | 2018            | 1re (poule 1)           | François Ratier              | Stade Chaban-Delmas                          | 34 694             |
| FC Grenoble                        | 2018            | 2e (poule 2)            | Léo Brissaud                 | Stade Lesdiguières                           | 12 650             |
| Lons Section paloise               | 2018            | 4e (poule 1)            | Paul Dolié                   | Stade du Bourg (complexe Georges Martin)     |                    |
| LOU rugby                          | 2019            | 6e (poule 2)            | Jean-Matthieu Alcalde        | Plaine des Jeux de Gerland                   |                    |
| Montpellier RC                     | 2005            | 2e (poule 1)            | Armand Mardon                | Stade Sabathé Stade Éric-Béchu               | 8 000 500          |
| Stade français Paris               | 2018            | 1re (Élite 2)           |                              | Stade Jean-Bouin                             | 20 000             |
| Stade rennais rugby                | 2005            | 5e (poule 1)            | Arnaud Le Berre              | Stade du Commandant Bougouin                 | 4 000              |
| ASM Romagnat                       | 2016            | 3e (poule 2)            | Fabrice Ribeyrolles          | Stade Michel-Brun                            | 500                |
| Stade toulousain                   | 2015            | 3e (poule 1)            | Olivier Marin                | Stade Ernest-Wallon                          | 19 500             |
| Stade villeneuvois Lille Métropole | 2011            | 5e (poule 2)            | Alexandra Pertus Cyril Fouda | Stade Emmanuel-Thery Stadium Lille Métropole | 18 500             |

## Résumé des résultats

### Classement de la phase qualificative
La compétition se déroule en matchs « aller-retour », en deux poules de six équipes, établies sur critère sportif à partir des classements 2022-2023.
Une bonification de 3 points au classement du championnat d’Élite 1 Féminine est attribuée aux équipes qui ont participé à l’ensemble des rencontres de la phase qualificative de la Coupe de France.

#### Poule 1
| Rang | Club                     | J  | V | N | D | Bo | Bd | Pm  | Pe  | Diff | Pts |
| ---- | ------------------------ | -- | - | - | - | -- | -- | --- | --- | ---- | --- |
| 1    | Stade bordelais (T)      | 10 | 9 | 0 | 1 | 5  | 1  | 350 | 83  | +267 | 48  |
| 2    | ASM Romagnat             | 10 | 8 | 0 | 2 | 6  | 1  | 361 | 111 | +250 | 45  |
| 3    | Montpellier RC           | 10 | 6 | 0 | 4 | 5  | 2  | 290 | 97  | +193 | 37  |
| 4    | Stade villeneuvois       | 10 | 3 | 0 | 7 | 1  | 2  | 98  | 213 | -115 | 21  |
| 5    | AC Bobigny 93            | 10 | 3 | 0 | 7 | 1  | 0  | 107 | 313 | -206 | 19  |
| 6    | Stade français Paris (P) | 10 | 1 | 0 | 9 | 0  | 0  | 51  | 440 | -389 | 10  |

|  | Quart de finale à domicile                |
|  | Quart de finale à l'extérieur             |
|  | Qualifié pour la phase de play-down       |
|  | T : tenant du titre 2023 ; P : promu 2023 |

#### Poule 2
| Rang | Club                 | J  | V | N | D  | Bo | Bd | Pm  | Pe  | Diff | Pts |
| ---- | -------------------- | -- | - | - | -- | -- | -- | --- | --- | ---- | --- |
| 1    | Stade toulousain     | 10 | 9 | 0 | 1  | 6  | 1  | 272 | 120 | +152 | 49  |
| 2    | Blagnac RF           | 10 | 7 | 0 | 3  | 4  | 3  | 261 | 100 | +161 | 41  |
| 3    | FC Grenoble          | 10 | 6 | 1 | 3  | 1  | 0  | 214 | 206 | +8   | 33  |
| 4    | Lyon OU              | 10 | 5 | 0 | 5  | 3  | 2  | 214 | 183 | +31  | 31  |
| 5    | Stade rennais        | 10 | 2 | 1 | 7  | 0  | 0  | 133 | 304 | -171 | 16  |
| 6    | Lons Section paloise | 10 | 0 | 0 | 10 | 0  | 4  | 124 | 305 | -181 | 10  |

|  | Quart de finale à domicile          |
|  | Quart de finale à l'extérieur       |
|  | Qualifié pour la phase de play-down |

### Phase finale
Les demi-finales se jouent au Stade Ernest-Wallon de Toulouse. La finale se joue sur terrain neutre, au stade Pierre-Rajon de Bourgoin-Jallieu, dans le cadre de la journée des finales féminines.
|  | Quarts de finale 18-19 mai 2024                        | Quarts de finale 18-19 mai 2024                  |                 |    | Demi-finales 1er juin 2024                     | Demi-finales 1er juin 2024                     |  |  | Finale 8 juin 2024                                  | Finale 8 juin 2024                                  |
|  | Quarts de finale 18-19 mai 2024                        | Quarts de finale 18-19 mai 2024                  |                 |    | Demi-finales 1er juin 2024                     | Demi-finales 1er juin 2024                     |  |  | Finale 8 juin 2024                                  | Finale 8 juin 2024                                  |
|  |                                                        |                                                  |                 |    |                                                |                                                |  |  |                                                     |                                                     |
|  | 19 mai 2024 au Stade Sainte-Germaine, Le Bouscat       | 19 mai 2024 au Stade Sainte-Germaine, Le Bouscat |                 |    | 1er juin 2024 au Stade Ernest-Wallon, Toulouse | 1er juin 2024 au Stade Ernest-Wallon, Toulouse |  |  | 8 juin 2024 au Stade Pierre-Rajon, Bourgoin-Jallieu | 8 juin 2024 au Stade Pierre-Rajon, Bourgoin-Jallieu |
|  | 19 mai 2024 au Stade Sainte-Germaine, Le Bouscat       | 19 mai 2024 au Stade Sainte-Germaine, Le Bouscat |                 |    | 1er juin 2024 au Stade Ernest-Wallon, Toulouse | 1er juin 2024 au Stade Ernest-Wallon, Toulouse |  |  | 8 juin 2024 au Stade Pierre-Rajon, Bourgoin-Jallieu | 8 juin 2024 au Stade Pierre-Rajon, Bourgoin-Jallieu |
|  | Stade bordelais                                        | 46                                               |                 |    | 1er juin 2024 au Stade Ernest-Wallon, Toulouse | 1er juin 2024 au Stade Ernest-Wallon, Toulouse |  |  | 8 juin 2024 au Stade Pierre-Rajon, Bourgoin-Jallieu | 8 juin 2024 au Stade Pierre-Rajon, Bourgoin-Jallieu |
|  | Stade bordelais                                        | 46                                               |                 |    | 1er juin 2024 au Stade Ernest-Wallon, Toulouse | 1er juin 2024 au Stade Ernest-Wallon, Toulouse |  |  | 8 juin 2024 au Stade Pierre-Rajon, Bourgoin-Jallieu | 8 juin 2024 au Stade Pierre-Rajon, Bourgoin-Jallieu |
|  | Lyon OU                                                | 13                                               |                 |    | 1er juin 2024 au Stade Ernest-Wallon, Toulouse | 1er juin 2024 au Stade Ernest-Wallon, Toulouse |  |  | 8 juin 2024 au Stade Pierre-Rajon, Bourgoin-Jallieu | 8 juin 2024 au Stade Pierre-Rajon, Bourgoin-Jallieu |
|  | Lyon OU                                                | 13                                               | Stade bordelais | 29 |                                                |                                                |  |  | 8 juin 2024 au Stade Pierre-Rajon, Bourgoin-Jallieu | 8 juin 2024 au Stade Pierre-Rajon, Bourgoin-Jallieu |
|  | 19 mai 2024 au Stade Ernest-Argelès, Blagnac           |                                                  | Stade bordelais | 29 |                                                |                                                |  |  | 8 juin 2024 au Stade Pierre-Rajon, Bourgoin-Jallieu | 8 juin 2024 au Stade Pierre-Rajon, Bourgoin-Jallieu |
|  |                                                        | Blagnac RF                                       | 19              |    |                                                |                                                |  |  | 8 juin 2024 au Stade Pierre-Rajon, Bourgoin-Jallieu | 8 juin 2024 au Stade Pierre-Rajon, Bourgoin-Jallieu |
|  | Blagnac RF                                             | Blagnac RF                                       | 19              | 24 |                                                |                                                |  |  | 8 juin 2024 au Stade Pierre-Rajon, Bourgoin-Jallieu | 8 juin 2024 au Stade Pierre-Rajon, Bourgoin-Jallieu |
|  | Blagnac RF                                             |                                                  |                 | 24 |                                                |                                                |  |  | 8 juin 2024 au Stade Pierre-Rajon, Bourgoin-Jallieu | 8 juin 2024 au Stade Pierre-Rajon, Bourgoin-Jallieu |
|  | Montpellier RC                                         | 15                                               |                 |    |                                                |                                                |  |  | 8 juin 2024 au Stade Pierre-Rajon, Bourgoin-Jallieu | 8 juin 2024 au Stade Pierre-Rajon, Bourgoin-Jallieu |
|  | Montpellier RC                                         | 15                                               | Stade bordelais | 32 |                                                |                                                |  |  |                                                     |                                                     |
|  | 18 mai 2024 au Stade Marcel-Michelin, Clermont-Ferrand |                                                  | Stade bordelais | 32 |                                                |                                                |  |  |                                                     |                                                     |
|  |                                                        | ASM Romagnat                                     | 17              |    |                                                |                                                |  |  |                                                     |                                                     |
|  | ASM Romagnat                                           | ASM Romagnat                                     | 17              | 52 |                                                |                                                |  |  |                                                     |                                                     |
|  | ASM Romagnat                                           | 1er juin 2024 au Stade Ernest-Wallon, Toulouse   |                 | 52 |                                                |                                                |  |  |                                                     |                                                     |
|  | FC Grenoble                                            | 7                                                |                 |    |                                                |                                                |  |  |                                                     |                                                     |
|  | FC Grenoble                                            | 7                                                | ASM Romagnat    | 27 |                                                |                                                |  |  |                                                     |                                                     |
|  | 19 mai 2024 au Stade Ernest-Wallon, Toulouse           |                                                  | ASM Romagnat    | 27 |                                                |                                                |  |  |                                                     |                                                     |
|  |                                                        | Stade toulousain                                 | 15              |    |                                                |                                                |  |  |                                                     |                                                     |
|  | Stade toulousain                                       | Stade toulousain                                 | 15              | 32 |                                                |                                                |  |  |                                                     |                                                     |
|  | Stade toulousain                                       |                                                  |                 | 32 |                                                |                                                |  |  |                                                     |                                                     |
|  | Stade villeneuvois                                     | 11                                               |                 |    |                                                |                                                |  |  |                                                     |                                                     |
|  | Stade villeneuvois                                     | 11                                               |                 |    |                                                |                                                |  |  |                                                     |                                                     |

### Finale
| Finale 8 juin 2024 | Stade bordelais | 32 - 17 (15 - 10) | ASM Romagnat | Stade Pierre-Rajon, Bourgoin-Jallieu Arbitre : Aurélie Groizeleau Diffuseur : France 4 |
| Finale 8 juin 2024 | Essai(s) : 5 Khalfaoui (17e), Amédée (35e), Sochat (62e), Bourgeois (69e), Pelletier (79e) Transformation(s) : 3 Bourgeois (17e, 39e), Arbez (79e) | Rapport           | Essai(s) : 2 Fiafialoto (31e), Shelford (50e) Transformation(s) : 1 Trémoulière (50e) Pénalité(s) : 1 Trémoulière (22e) | Stade Pierre-Rajon, Bourgoin-Jallieu Arbitre : Aurélie Groizeleau Diffuseur : France 4 |
| Finale 8 juin 2024 | | Rapport           | | Stade Pierre-Rajon, Bourgoin-Jallieu Arbitre : Aurélie Groizeleau Diffuseur : France 4 |

| Stade bordelais · Titulaires · Morgane Bourgeois 15 · Magali Harvey 14 · 60e Laura Delas 13 · Montserrat Amédée 12 · Louise Lavabre 11 · Carla Arbez 10 · 80e Justine Pelletier 9 · Fabiola Forteza 8 · 71e Elsa Peyras 7 · Julie Annery 6 · 68e Madoussou Fall 5 · Gabrielle Senft 4 · 80e Assia Khalfaoui 3 · 80e Agathe Sochat 2 · 80e Annaëlle Deshayes 1 · Remplaçants · 80e Marion Zdzioblo 16 · 80e Maïlys Borak 17 · Jennifer Vander Elst 18 · 68e Ariane Van Ghelue 19 · 71e Adèle Besson 20 · 80e Margaux Ducès 21 · 60e Aubane Rousset 22 · 80e Laura Morelle 23 · Entraîneur · François Ratier |  |  |  | ASM Romagnat · Titulaires · 15 Jessy Trémoulière · 14 Zoé Tixier 51e 73e · 13 Élise Pignot · 12 Ophélie Gincourt · 11 Losa Fiafialoto · 10 Lina Tuy 73e · 9 Solène Gaucher 73e · 8 Léa Gabriagues · 7 Francesca Sgorbini 80e · 6 Margaux Franc 55e · 5 Morganne Shelford · 4 Amélie Roux 64e · 3 Manon Guerrhit 71e · 2 Mathilde Lazarko 71e · 1 Marion Husson 51e · Remplaçants · 16 Agathe Fournié 71e · 17 Toka Natua (en) 51e · 18 Mathilde Roy 80e · 19 Camille Meguerba 64e · 20 Camille Raoux 55e · 21 Clarisse Augusto 73e · 22 Salomé Perraudin 51e · 23 Gaia Maris 71e · Entraîneur · Fabrice Ribeyrolles |

### Série éliminatoire et barrage
L'Élite 1 est réduite à 10 équipes, la saison suivante. En conséquence, parmi les deux dernières équipes de chaque poule (soit quatre équipes), une série de matchs éliminatoires détermine les deux équipes qui quittent l'Élite 1, ainsi que l'équipe qui dispute le match de barrage contre la championne de l'Élite 2. L'équipe gagnante de la série éliminatoire est maintenue en Élite 1. Cette séquence se déroule simultanément à la phase finale.
- 1er tour : en aller-retour avec le match retour sur le terrain des équipes classées 5e de poule. Le 5e de la poule 1 contre le 6e de la poule 2.  Le 5e de la poule 2 face au 6e de la poule 1. Les gagnants se qualifient pour le 2e tour. Les perdants sont relégués en Élite 2 pour la saison 2024-2025.

- 2e tour : match sec sur terrain neutre. Le vainqueur est maintenu en Élite 1 pour la saison 2024-2025. Le perdant participe au match de barrage.

- Barrage d'accession-relégation : il oppose l'équipe ayant perdu le 2e tour du play-down au champion de l'Élite 2, sur le terrain de ce dernier. Le vainqueur de ce barrage d'accession-relégation participe à la compétition d’Élite 1 et le perdant participe à la compétition d’Élite 2 lors de la saison 2024-2025.

|  | 1er tour                                       | 1er tour              | 1er tour              | 1er tour              |                                |               | 2e tour                                  | 2e tour                                  | 2e tour                                  | 2e tour                                  |
|  |                                                |                       |                       |                       |                                |               |                                          |                                          |                                          |                                          |
|  | 19 mai et 2 juin 2024                          | 19 mai et 2 juin 2024 | 19 mai et 2 juin 2024 | 19 mai et 2 juin 2024 |                                |               | 9 juin au Stade Auguste Delaune, Le Mans | 9 juin au Stade Auguste Delaune, Le Mans | 9 juin au Stade Auguste Delaune, Le Mans | 9 juin au Stade Auguste Delaune, Le Mans |
|  | Lons Section paloise                           | Lons Section paloise  | 7                     | 10                    |                                |               | 9 juin au Stade Auguste Delaune, Le Mans | 9 juin au Stade Auguste Delaune, Le Mans | 9 juin au Stade Auguste Delaune, Le Mans | 9 juin au Stade Auguste Delaune, Le Mans |
|  | Lons Section paloise                           | Lons Section paloise  | 7                     | 10                    |                                |               | 9 juin au Stade Auguste Delaune, Le Mans | 9 juin au Stade Auguste Delaune, Le Mans | 9 juin au Stade Auguste Delaune, Le Mans | 9 juin au Stade Auguste Delaune, Le Mans |
|  | AC Bobigny 93                                  | AC Bobigny 93         | 7                     | 31                    |                                |               | 9 juin au Stade Auguste Delaune, Le Mans | 9 juin au Stade Auguste Delaune, Le Mans | 9 juin au Stade Auguste Delaune, Le Mans | 9 juin au Stade Auguste Delaune, Le Mans |
|  | AC Bobigny 93                                  | AC Bobigny 93         | 7                     | 31                    | AC Bobigny 93                  | AC Bobigny 93 | 10                                       | 10                                       |                                          |                                          |
|  |                                                |                       |                       |                       | AC Bobigny 93                  | AC Bobigny 93 | 10                                       | 10                                       |                                          |                                          |
|  |                                                |                       | Stade rennais         | Stade rennais         | 12                             | 12            |                                          |                                          |                                          |                                          |
|  | Stade français Paris                           | Stade français Paris  | Stade rennais         | Stade rennais         | 12                             | 12            | 14                                       | 19                                       |                                          |                                          |
|  | Stade français Paris                           | Stade français Paris  |                       |                       |                                |               |                                          | 19                                       |                                          |                                          |
|  | Stade rennais                                  | Stade rennais         | 31                    | 24                    |                                |               |                                          |                                          |                                          |                                          |
|  | Stade rennais                                  | Stade rennais         | 31                    | 24                    | Barrage d'accession-relégation |               |                                          |                                          |                                          |                                          |
|  |                                                |                       |                       |                       |                                |               |                                          |                                          |                                          |                                          |
|  | 16 juin au Stade Marcel-Deflandre, La Rochelle |                       |                       |                       |                                |               |                                          |                                          |                                          |                                          |
|  | Champion Élite 2                               | Stade rochelais       | 6                     | 6                     |                                |               |                                          |                                          |                                          |                                          |
|  | Champion Élite 2                               | Stade rochelais       | 6                     | 6                     |                                |               |                                          |                                          |                                          |                                          |
|  | AC Bobigny 93                                  | AC Bobigny 93         | 26                    | 26                    |                                |               |                                          |                                          |                                          |                                          |
|  | AC Bobigny 93                                  | AC Bobigny 93         | 26                    | 26                    |                                |               |                                          |                                          |                                          |                                          |

|  | Relégation ou maintien en Élite 2 2024-2025 |
|  | Maintien en Élite 1 2024-2025               |

## Résultats détaillés

### Phase finale

#### Barrage d'accession-relégation
Le vainqueur de la rencontre est promu en Élite 1 pour la saison 2024-2025 tandis que le perdant est relégué en Élite 2.
| 16 juin 2022 15 h | Stade rochelais | 6 - 26 (3 - 12) | AC Bobigny 93                                             | Stade Marcel Deflandre, La Rochelle Arbitre : Mathieu Dagon |
| 16 juin 2022 15 h | Pénalité(s) : 2 |                 | Essai(s) : 4 Transformation(s) : 3 Carton(s) jaune(s) : 1 | Stade Marcel Deflandre, La Rochelle Arbitre : Mathieu Dagon |
| 16 juin 2022 15 h |                 |                 |                                                           | Stade Marcel Deflandre, La Rochelle Arbitre : Mathieu Dagon |